# Archer Milton Huntington
Archer Milton Huntington (Nueva York, 10 de marzo de 1870 - Bethel, Connecticut, 11 de diciembre de 1955) fue un arqueólogo, bibliófilo, filántropo, hispanista y poeta estadounidense, fundador de la Hispanic Society of America en 1904.

## Biografía
Era hijo de Collis P. Huntington, quien fue el fundador de la compañía de ferrocarriles Central Pacific Railroad y de los astilleros Newport News Shipbuilding and Drydock Companies. Heredó una de las fortunas más grandes de los EE. UU. Con la bendición de sus padres, Archer Milton se dedicó a viajar, a sus intereses culturales y sobre todo a realizar el sueño de su niñez de fundar un museo con las colecciones que iba comprando en sus viajes. Un temprano viaje a México a los quince años selló su afición por todo lo hispánico. En 1892 hace su primer viaje a la península ibérica. Quiso, pues, que su museo fuera además una institución internacional encargada de fomentar y divulgar los estudios hispánicos. Aprendió bien el idioma, lo suficiente como para poder escribir versos en él, y realizó una primorosa edición en tres tomos del Cantar de mio Cid (1897–1903), donde ofreció por primera vez una versión inglesa completa además del texto español y las notas. De nuevo de vuelta a España en 1898 tras la guerra, hizo excavaciones en Itálica. Habitual paseante por Sevilla, fue nombrado hijo adoptivo de esta ciudad y miembro de la Real Academia de Buenas Letras.
Coleccionó pinturas de el Greco, Francisco de Zurbarán, José Ribera, Alonso Cano, Diego Velázquez, Francisco de Goya, Joaquín Sorolla, Mariano Fortuny, José María López Mezquita, Ramón Casas, Santiago Rusiñol, Isidro Nonell e Ignacio Zuloaga y esculturas y objetos artísticos españoles de cerámica y orfebrería para su museo. Después creó adjunta a él la biblioteca (con más de quince mil libros anteriores a 1700) para cuya constitución recurrió al erudito agustino David Rubio Calzada, que fue su agente en España e Hispanoamérica, y con ambas instituciones fundó la Hispanic Society of America el 18 de mayo de 1904, a la que legó sus colecciones. Cuenta esta institución con una de las mejores bibliotecas de libros raros en español (copias únicas y primeras ediciones de obras tan significativas en la historia y en la literatura españolas, como Tirant lo Blanc, La Celestina, El Quijote y casi toda la obra de Sor Juana Inés de la Cruz), 250 incunables y la colección de manuscritos hispánicos más extensa fuera de España; destaca en especial la literatura novohispana con una extensísima selección de catecismos y diccionarios de las lenguas amerindias; hay además fueros medievales, cartas hológrafas reales y de navegación, biblias iluminadas, libros de horas y documentos históricos y literarios.
Esta institución divulgó algunas de estas obras en cuidadas ediciones en facsímil y decoró una parte de sus estancias con paneles al óleo del pintor valenciano Joaquín Sorolla (Visión de España). Está ubicada en la Audubon Terrace, entre las calles 155 y 156 de Broadway, en un bello edificio estilo modernista. Aunque fue fundada el 18 de mayo de 1904, abrió sus puertas por primera vez al público en 1908. Bajo la dirección personal de Huntington, la Sociedad publicó más de 200 libros monográficos relacionados con casi todas las facetas de la cultura hispánica, escritos por los conservadores de la Sociedad y por estudiosos internacionales. Numerosos hispanistas pudieron investigar y publicar sus estudios en revistas apoyadas por su patronazgo, entre ellas el Art Bulletin, la Revue Hispanique, la Romantic Review y la serie Bryn Mawr Notes and Monographs, esta última bajo la dirección de Georgiana Goddard King. También organizó numerosas exposiciones de arte, empezando con la exposición de las obras del pintor Joaquín Sorolla en 1909. Otras exposiciones que se montaron durante los primeros años de la Sociedad incluyeron las de Ignacio Zuloaga (1909), mayólica mexicana (1911), tapices y alfombras del Palacio de El Pardo (1917) y escultura americana de la Sociedad Nacional Americana de Escultura (1923). Se casó el 10 de marzo de 1923 con la escultora Anna Vaughn Hyatt, que adornaría con sus esculturas la institución. En 1930 fundó el Museo del Marinero en Newport (Mariners' Museum).

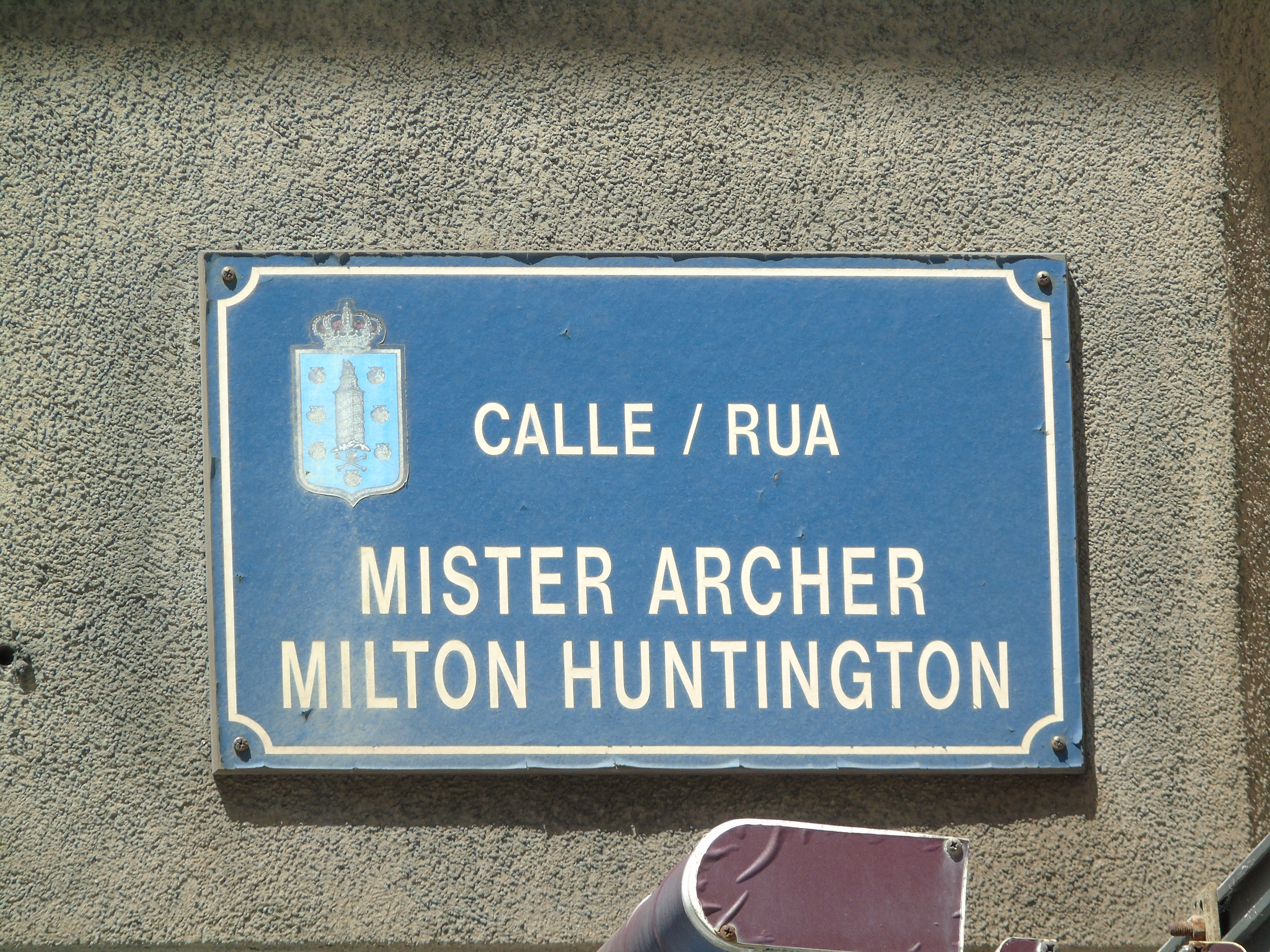
Calle Mister Archer Milton Huntington en La Coruña.

Doctor honoris causa por la universidad de Madrid, fue además correspondiente de la Academia de la Historia y de la Lengua, y recibió diversas condecoraciones españolas. Presidió la American Geographical Society y el American Museum of Natural History, así como la New York Historical Society, el Museum of the American Indian, y la Fundación Heye.
En 1933 donó al Mariners Museum, de New Port (Virginia) la barca de jábega Isabel construida en Málaga.
Escribió poesía en español (Versos, New York: Hispanic Society of America, 1952) y A Note-Book in Northern Spain (1898); otras obras suyas son The Solitary Path, The days that Pass, The Sovereign Good, From the Cup of Silence, An Apprentice to Truth, The Moon Lady and Marsh Lights.